# Kaveltorp

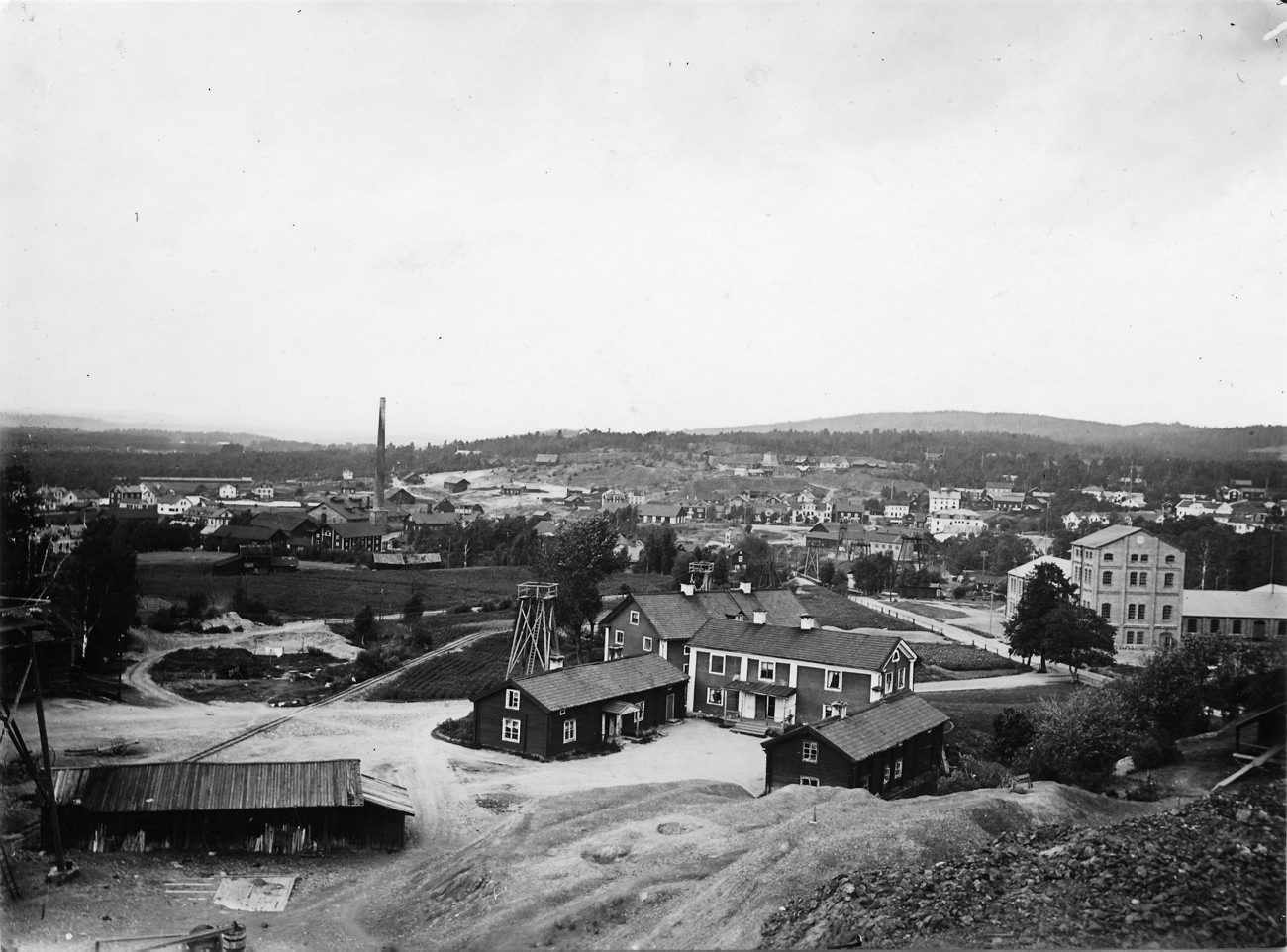
Utsikt från Katarinas lave vid Kaveltorps gruvfält omkring 1920.

Kaveltorp är ett gruvfält i Kopparberg, Ljusnarsbergs kommun, Örebro län, med fyndigheter av bland annat kopparmalm. Gruvdriften i Kaveltorpsfältet inleddes omkring 1640, utökades kraftigt i mitten av 1800-talet och lades ned i på 1950-talet. Försök gjordes med att återstarta gruvan på 1960-talet, men de lades ner helt 1971. De sista åren före nedläggningen bröt Boliden sulfidmalm i Kaveltorp.
Från fyra års ålder till och med 1868 bodde Kata Dalström där.
Kaveltorp är beläget invid riksväg 63 och omedelbart söder om Garhytteån, med gruvfältet Ljusnarsberg beläget på andra sidan älven.